# Carl Eneas Sjöstrand
Pour les articles homonymes, voir Sjöstrand.
Carl Eneas Sjöstrand (né le 11 septembre 1828 à Stockholm et mort le 14 février 1906 à Stockholm) est un sculpteur suédois qui travailla pendant plus de 40 ans dans le Grand-Duché de Finlande,.

## Biographie
Les parents de Carl Eneas Sjöstrand étaient le peintre Carl Johan Sjöstrand et Johanna Sofia Morberg.
Carl Eneas Sjöstrand était marié à Herminie von Stahl. Il est le père du peintre Helmi Sjöstrand (1864-1957) et de Gerda Sjöstrand (1862-1956), qui épousa le compositeur italien Ferruccio Busoni. Sjöstrand a vécu en Finlande de 1863 à 1904. Son épouse est décédée en 1884.
Carl Eneas Sjöstrand est mort à Stockholm, mais il est enterré au cimetière d'Hietaniemi (bloc 3, ligne 17, tombe 0216) à Helsinki,,.

## Carrière
Carl Eneas Sjöstrand étudia la sculpture d'abord à l'Académie des Beaux-Arts de Stockholm (1847-1855), puis à Copenhague (1853) et de nouveau auprès de Herman Wilhelm Bissen en 1855-1856, puis à nouveau à l'Académie des Beaux-Arts de Munich (1857-1858) et à Rome (1860-1863).
Carl Eneas Sjöstrand est arrivé en Finlande à l'invitation de Fredrik Cygnaeus avec pour tâche de concevoir une statue d'Henrik Gabriel Porthan à Turku en Finlande en 1857-1858, lorsqu'il réalisa une statue d'Henrik Gabriel Porthan à Turku. Il s'agit du premier monument finlandais financé par une collection publique, inauguré le 26 mai 1864.
En 1863, Carl Eneas Sjöstrand s'installe définitivement en Finlande et y réside jusqu'en 1904.
Après avoir déménagé en Finlande, il a travaillé comme professeur à l'école de dessin de l'Association finlandaise des arts dans les années 1863-1881 et comme professeur de modelage au École polytechnique d'Helsinki dans les années 1865-1904.
Carl Eneas Sjöstrand a été appelé le père de la sculpture finlandaise en raison de son rôle de promoteur de la sculpture publique finlandaise dans les années 1850 et 1860 et de ses interprétations de thèmes de la culture finlandaise,
Les sculptures de Carl Eneas Sjöstrand représentaient avec style le classicisme et le romantisme.
Il a réalisé plusieurs œuvres inspirées du Kalevala.

## Œuvre

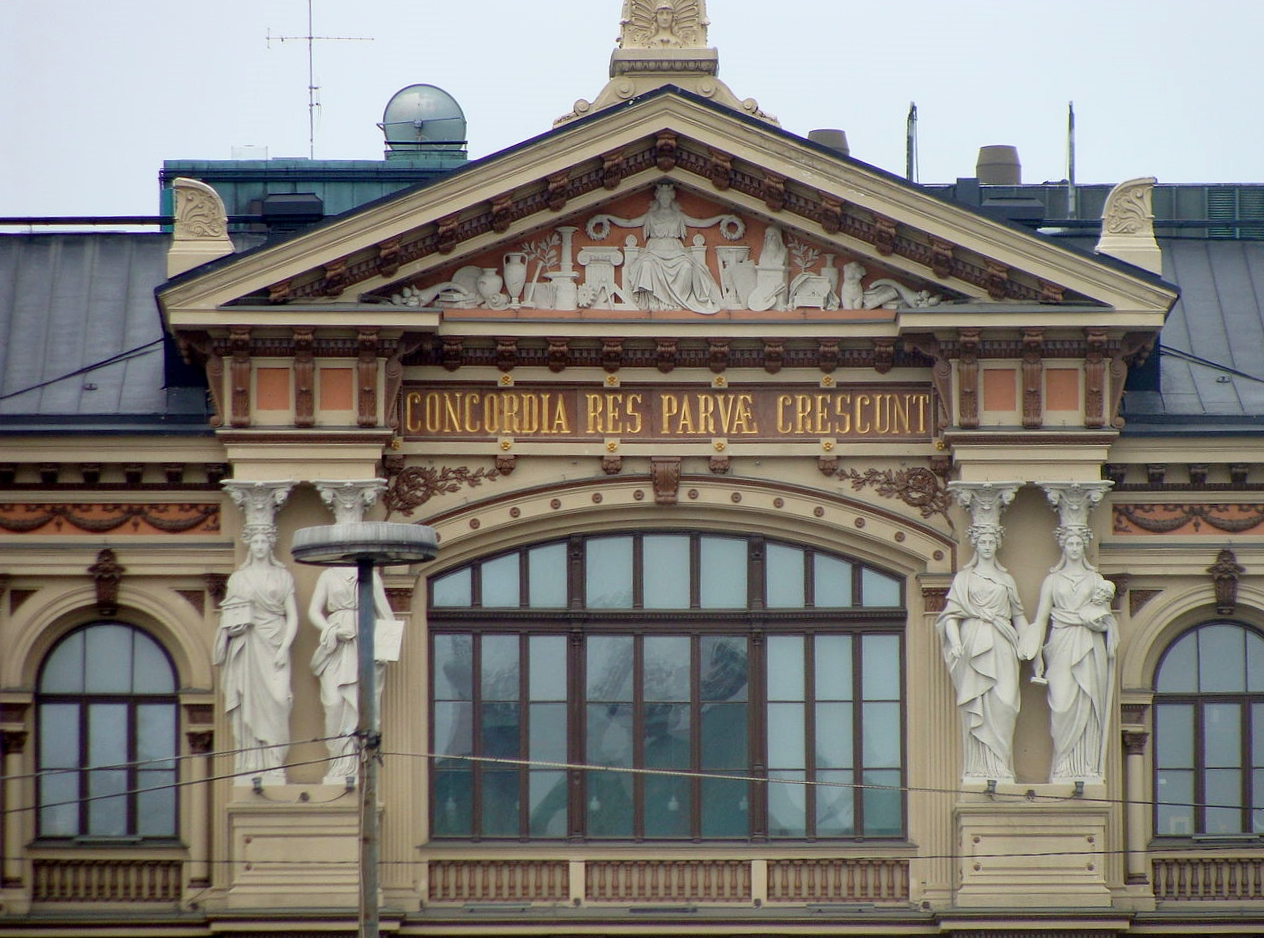
Déesse de l'Art et Caryatidess.
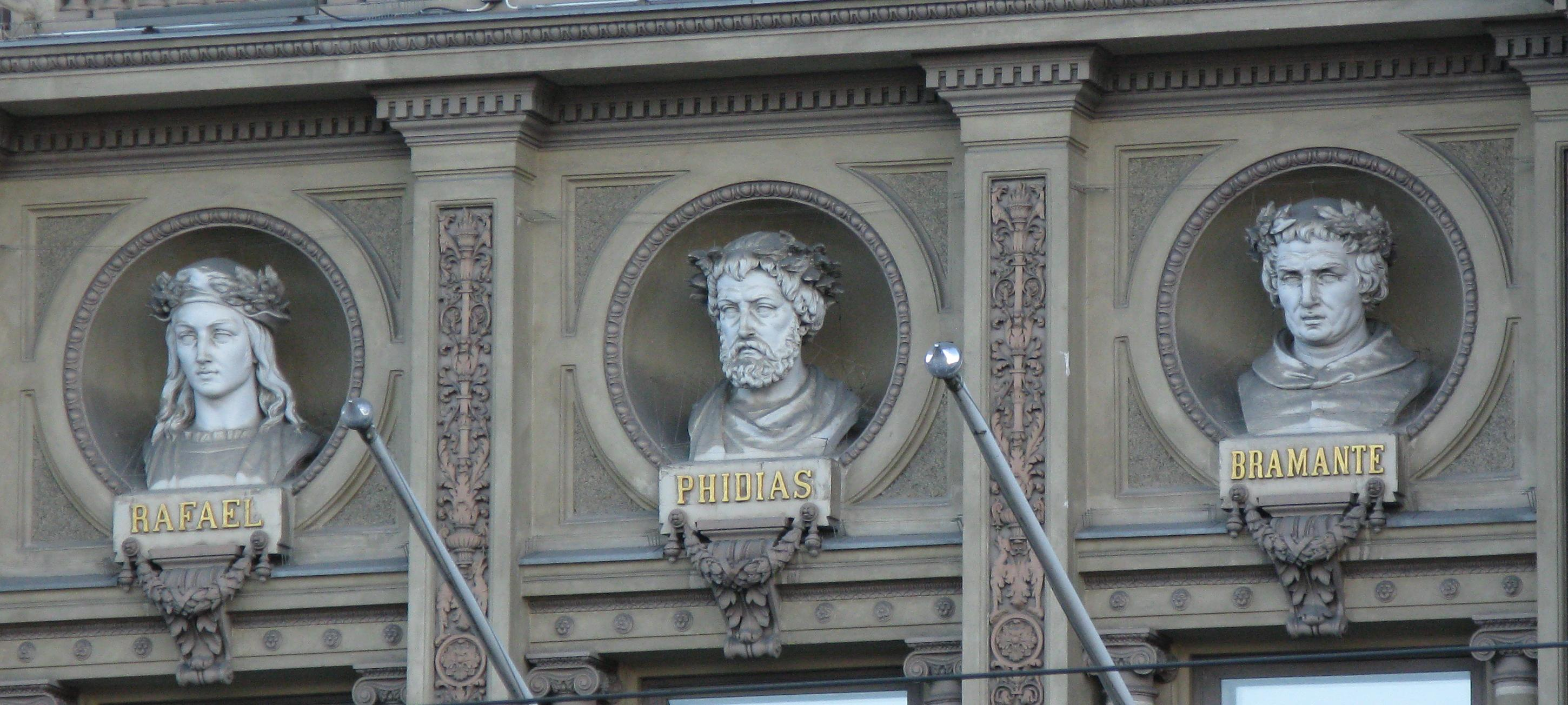
Bustes de Raphael, Phidias et Bramante, Ateneum.
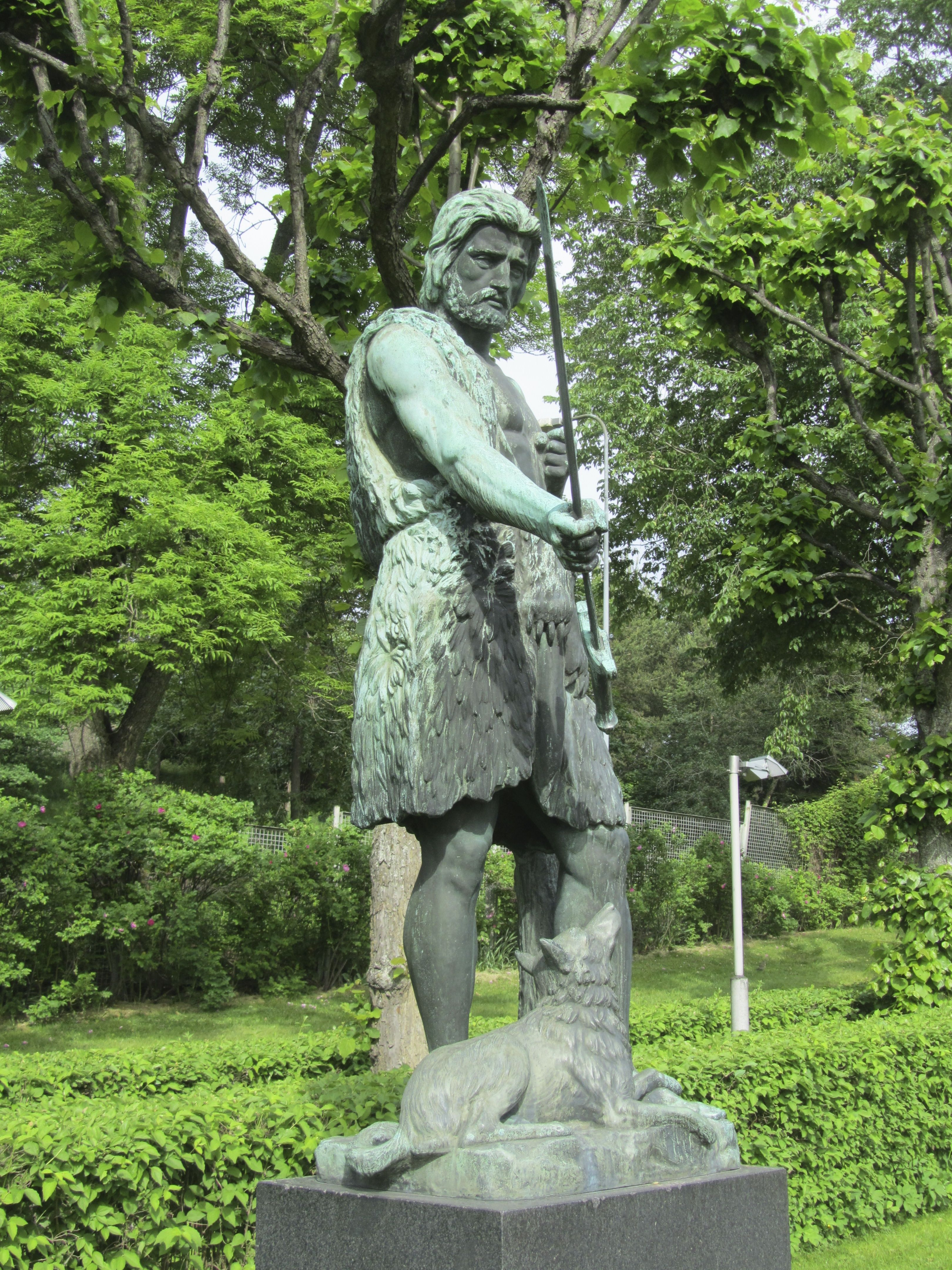
Version en bronze de Kullervo parle à son épée au parc Eläintarha, 1932.

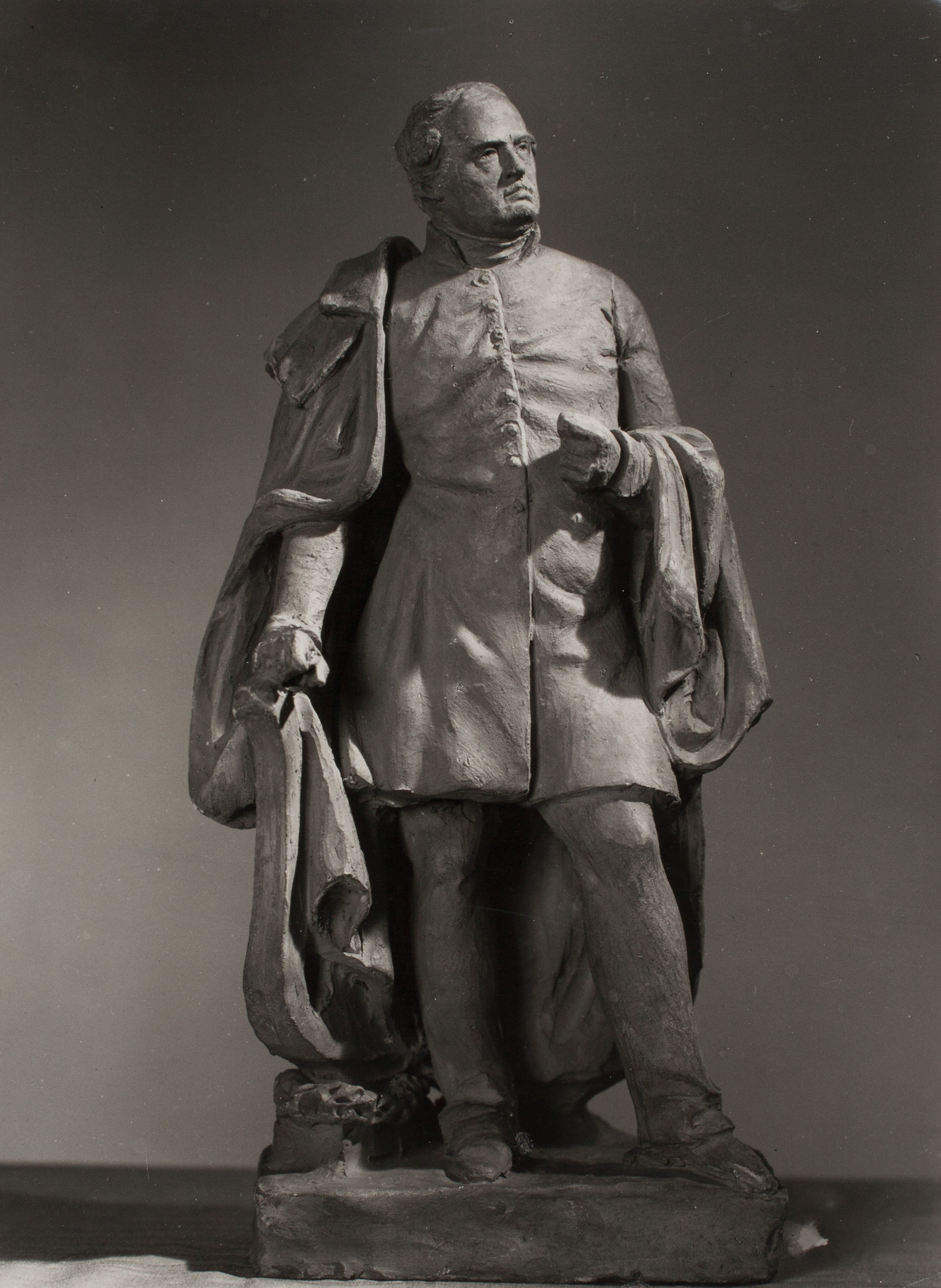
Sculpture en Terre cuite  de Johan Ludvig Runeberg, 1852.
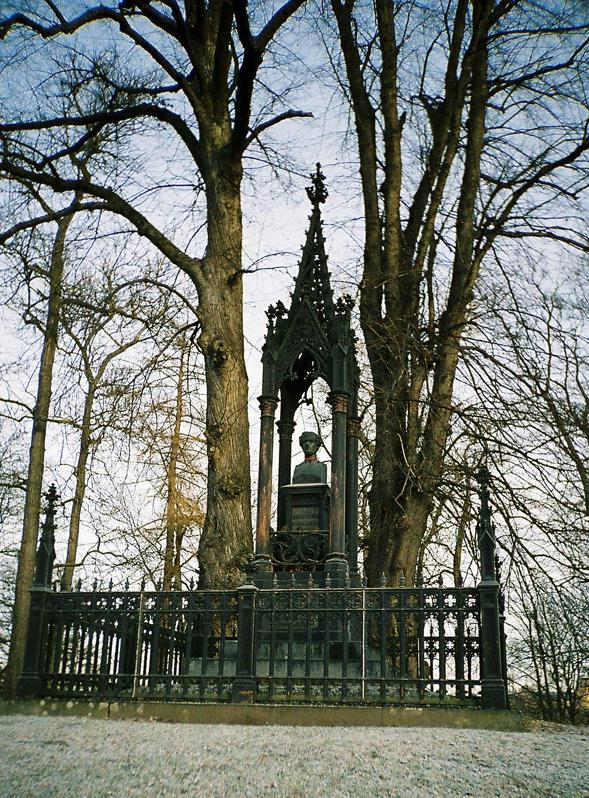
Monument à Gustave de Suède, 1854.
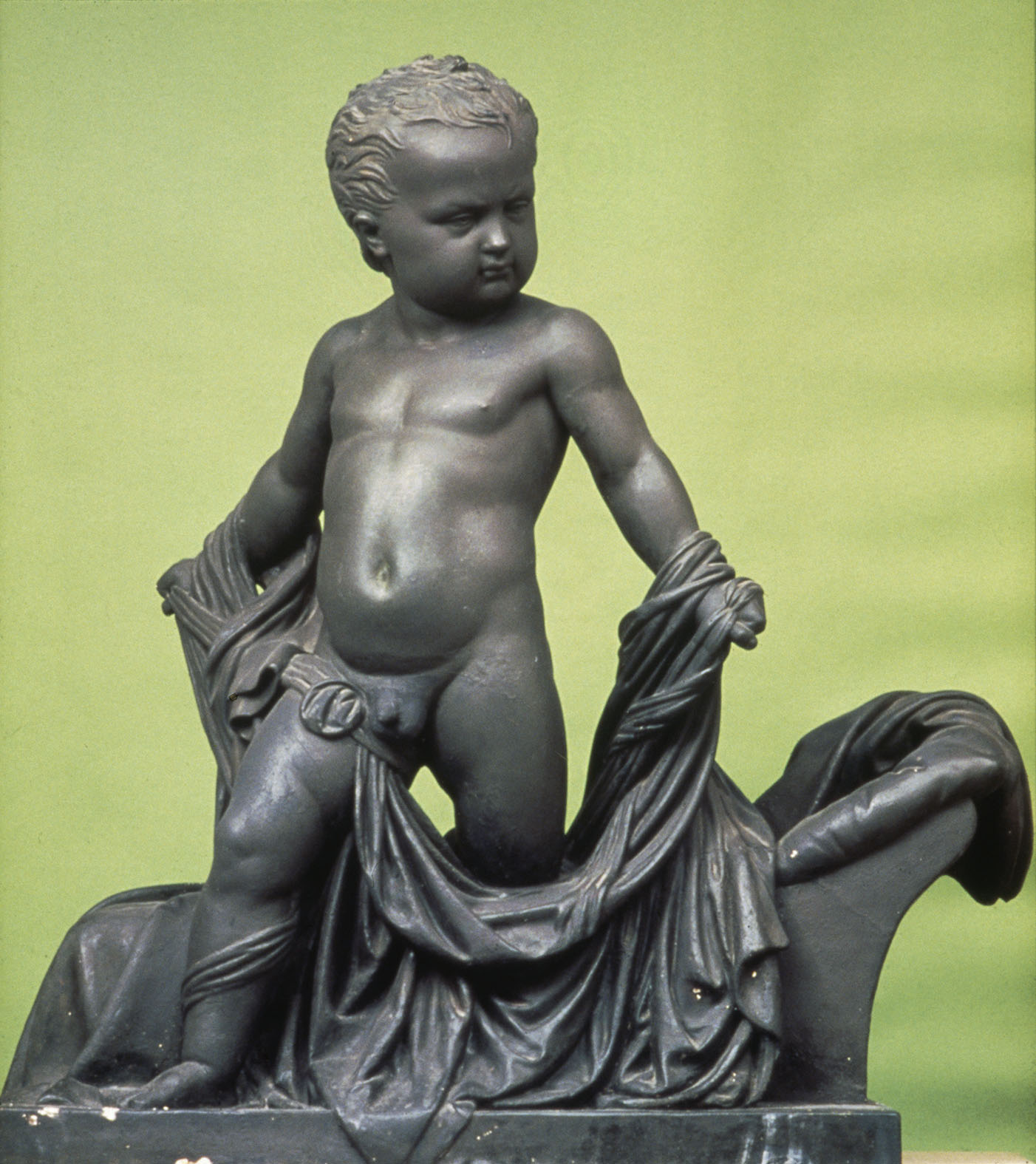
Kullervo Déchirant ses vêtements, 1858.
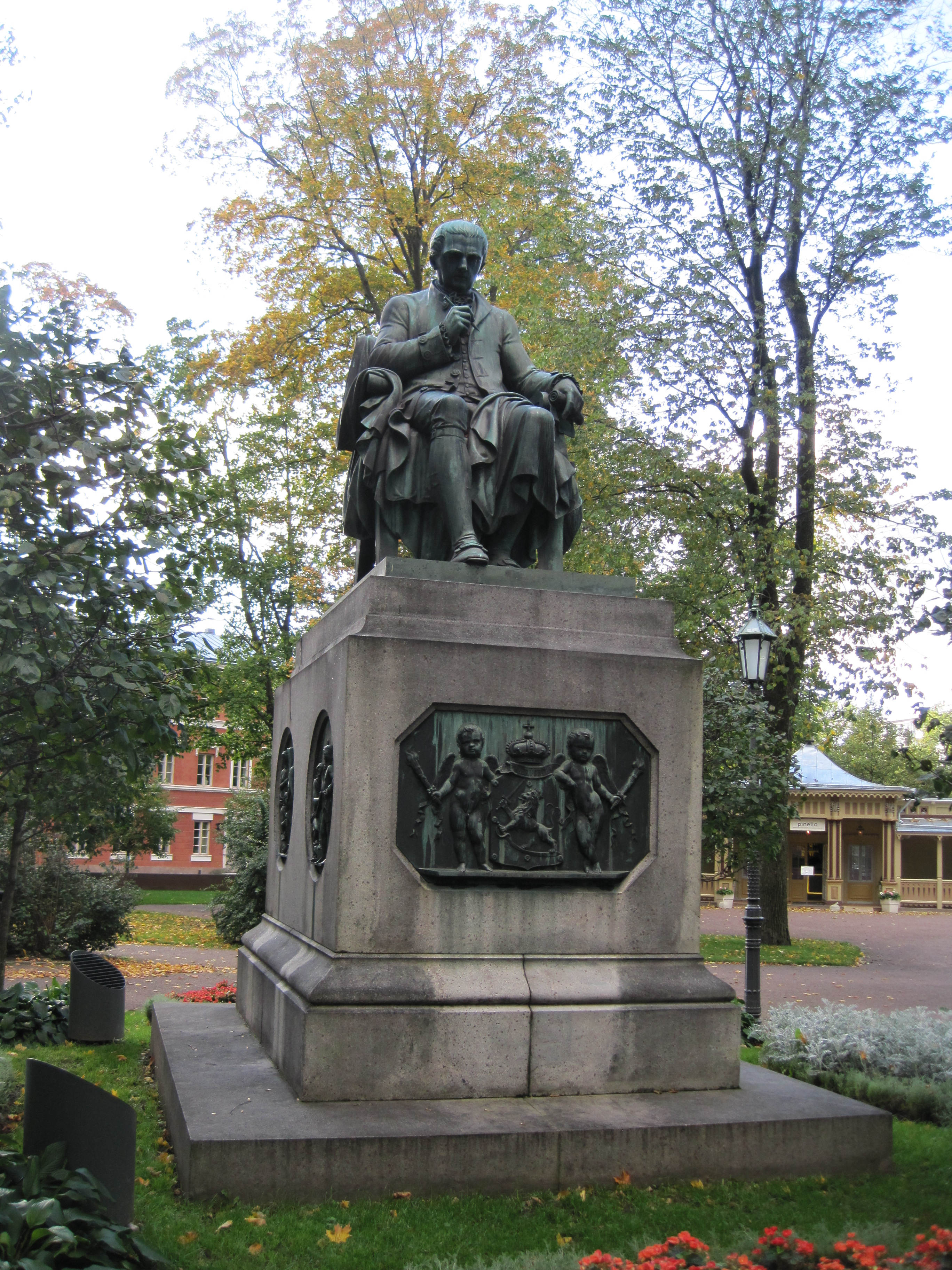
Statue de Henrik Gabriel Porthan à Turku, 1864.
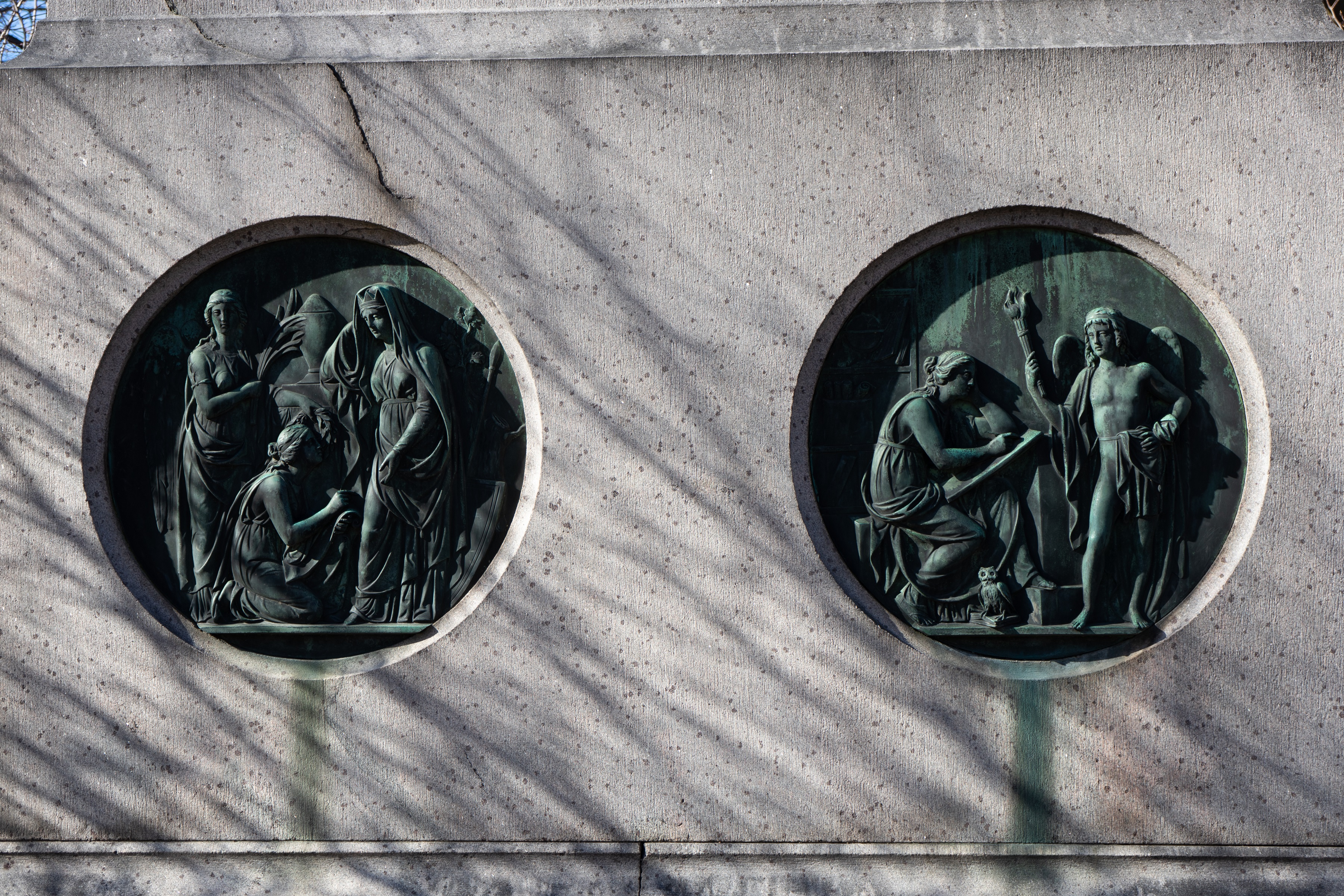
Reliefs représentant la Science et l'Histoire. Piédestal de la Statue de Henrik Gabriel Porthan.

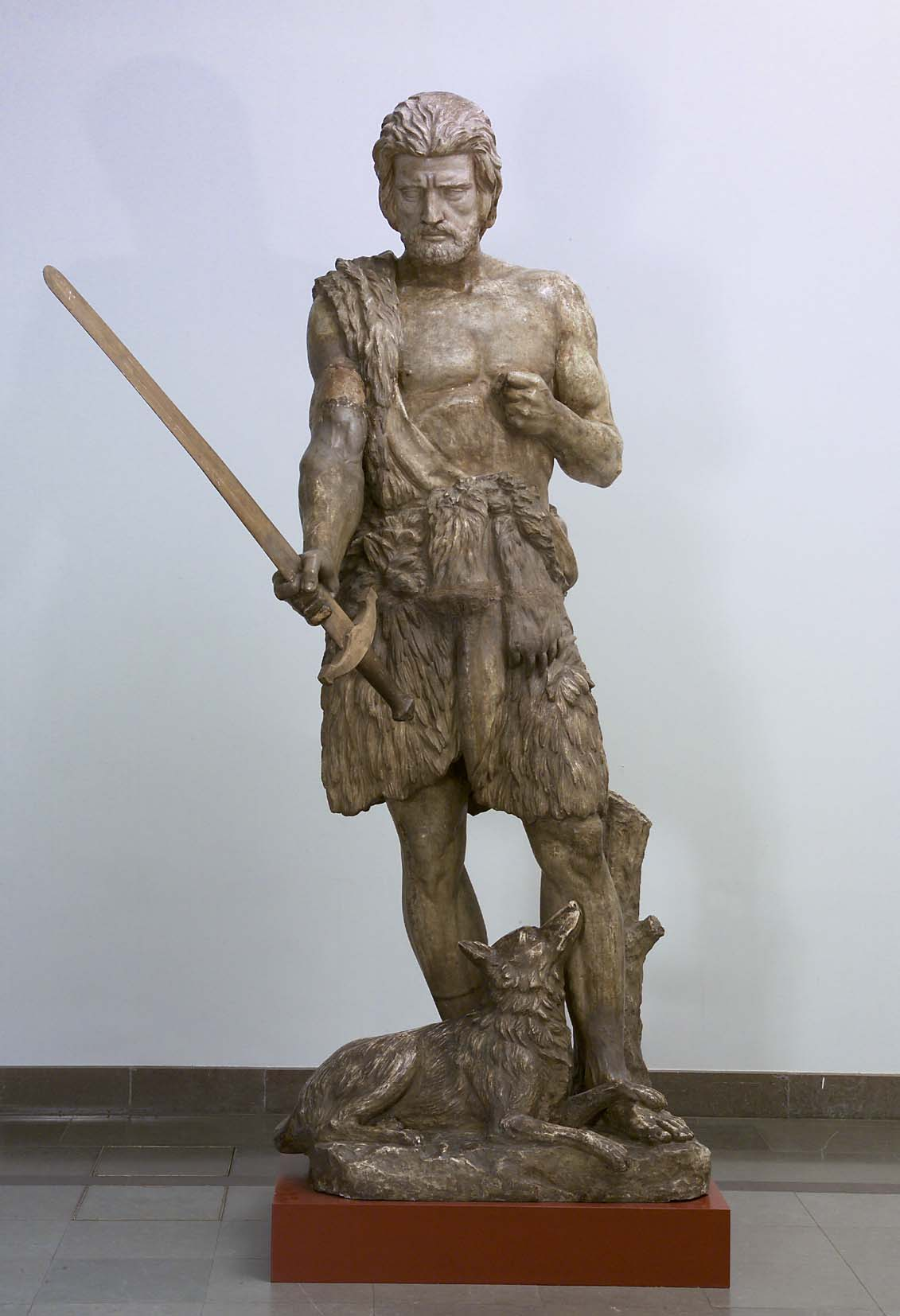
Kullervo s'adressant à son épée, original en plâtre, 1868.
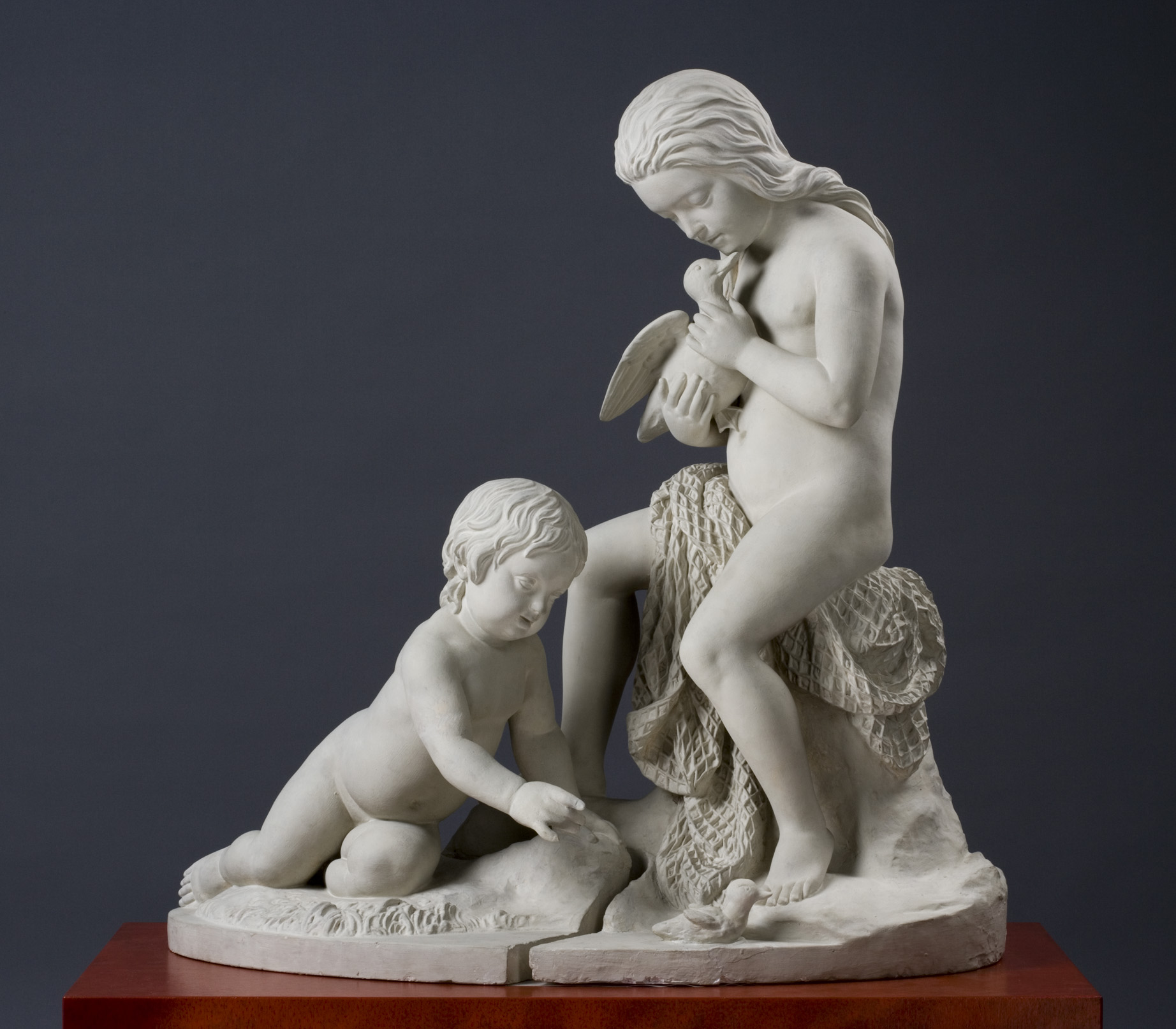
Sotkottaret, 1869.
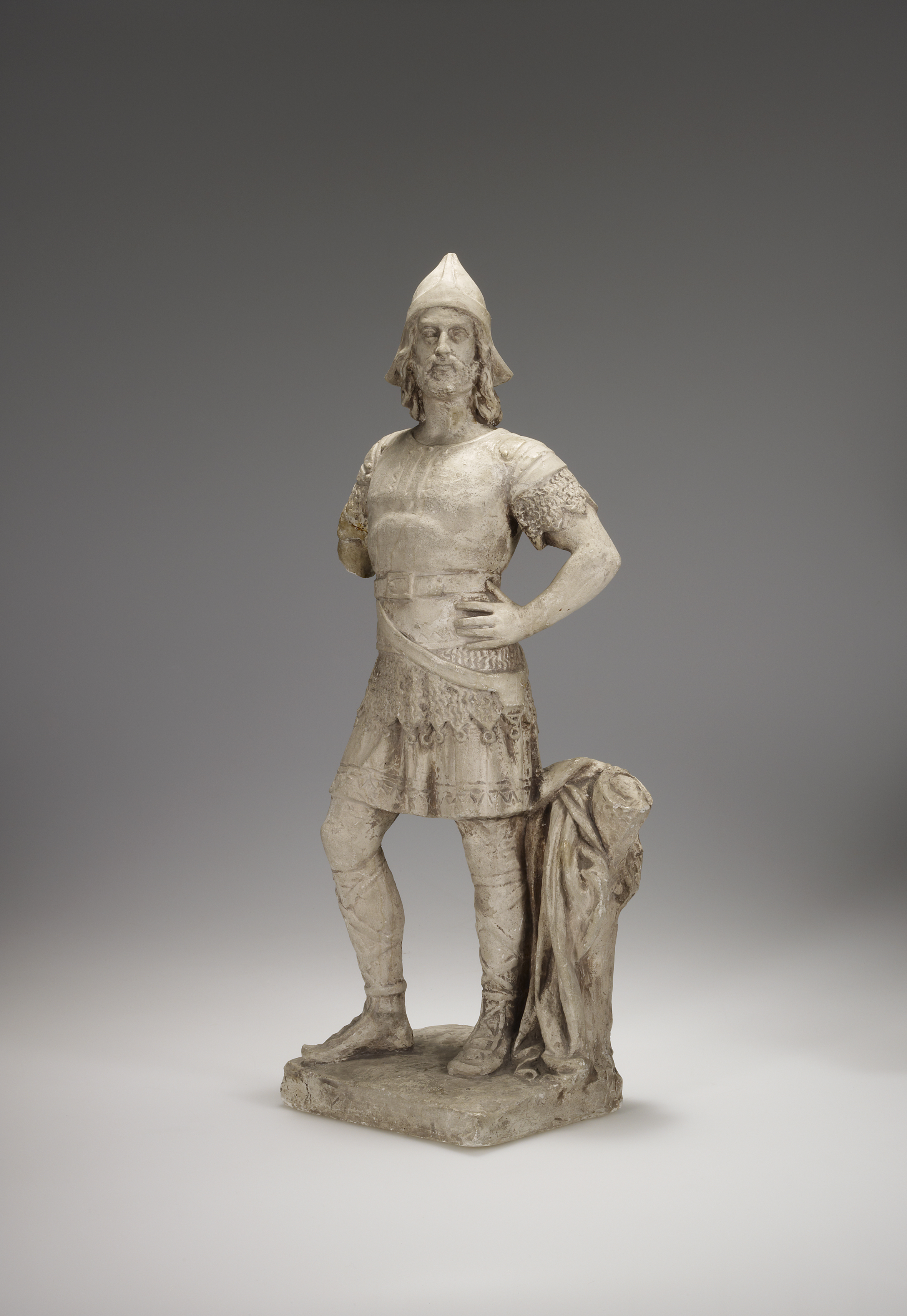
Lemminkäinen, 1872.
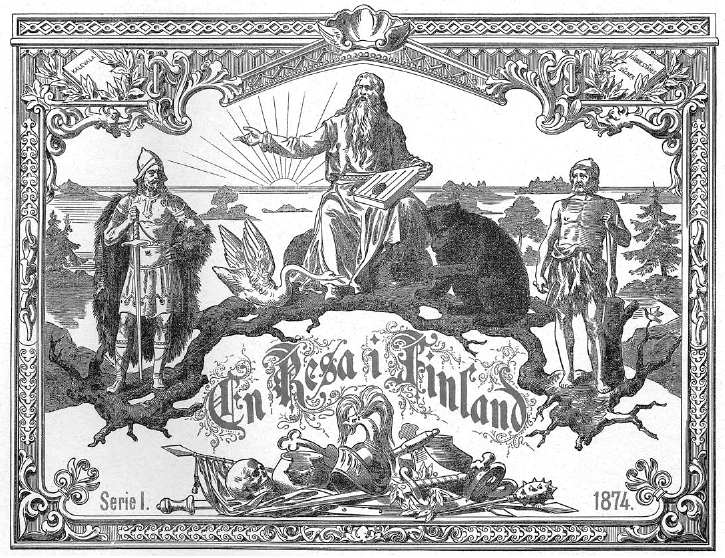
Illustration du livre Voyage en Finlande de Zachris Topelius, 1874.

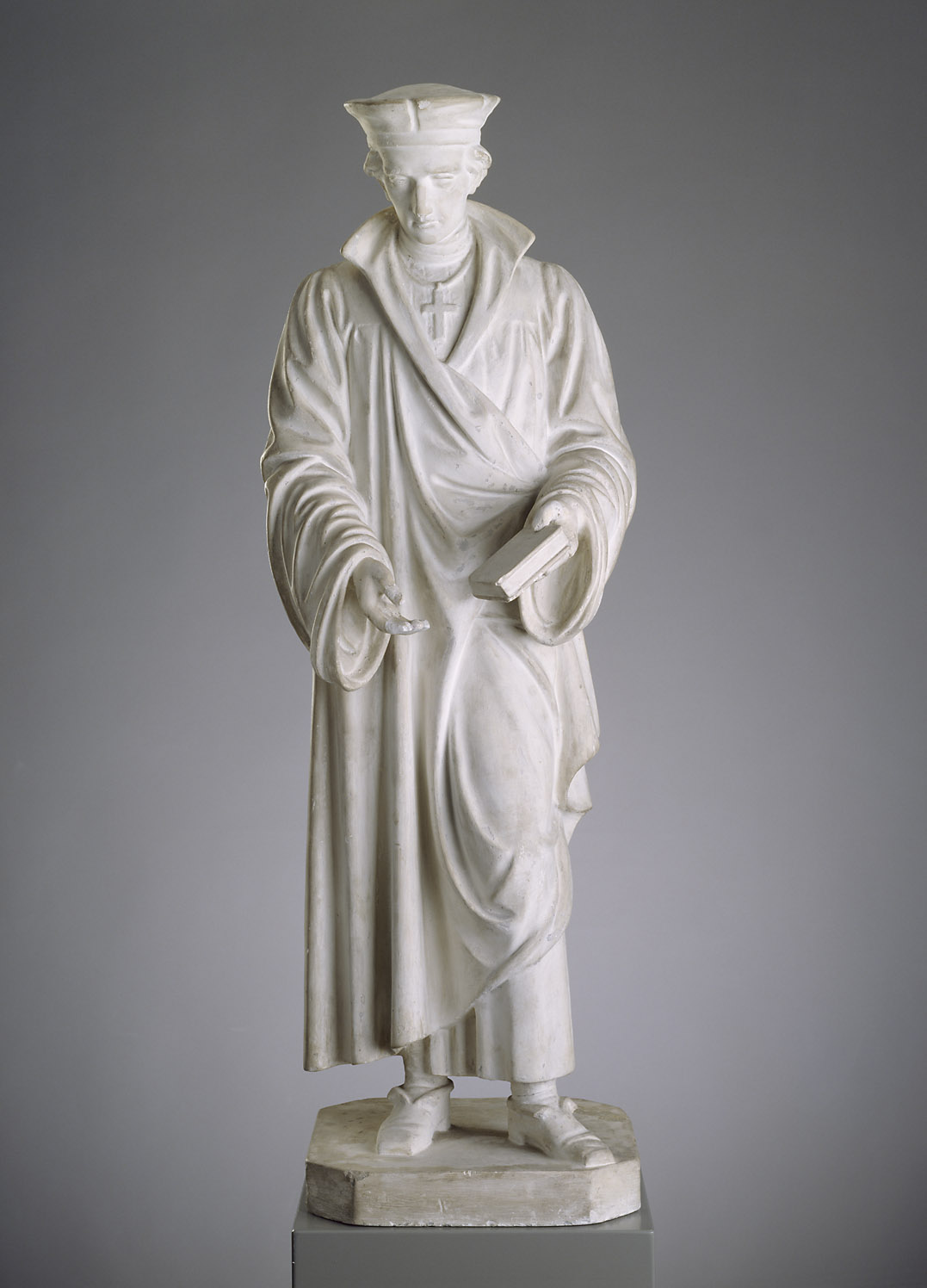
Mikael Agricola, 1877.
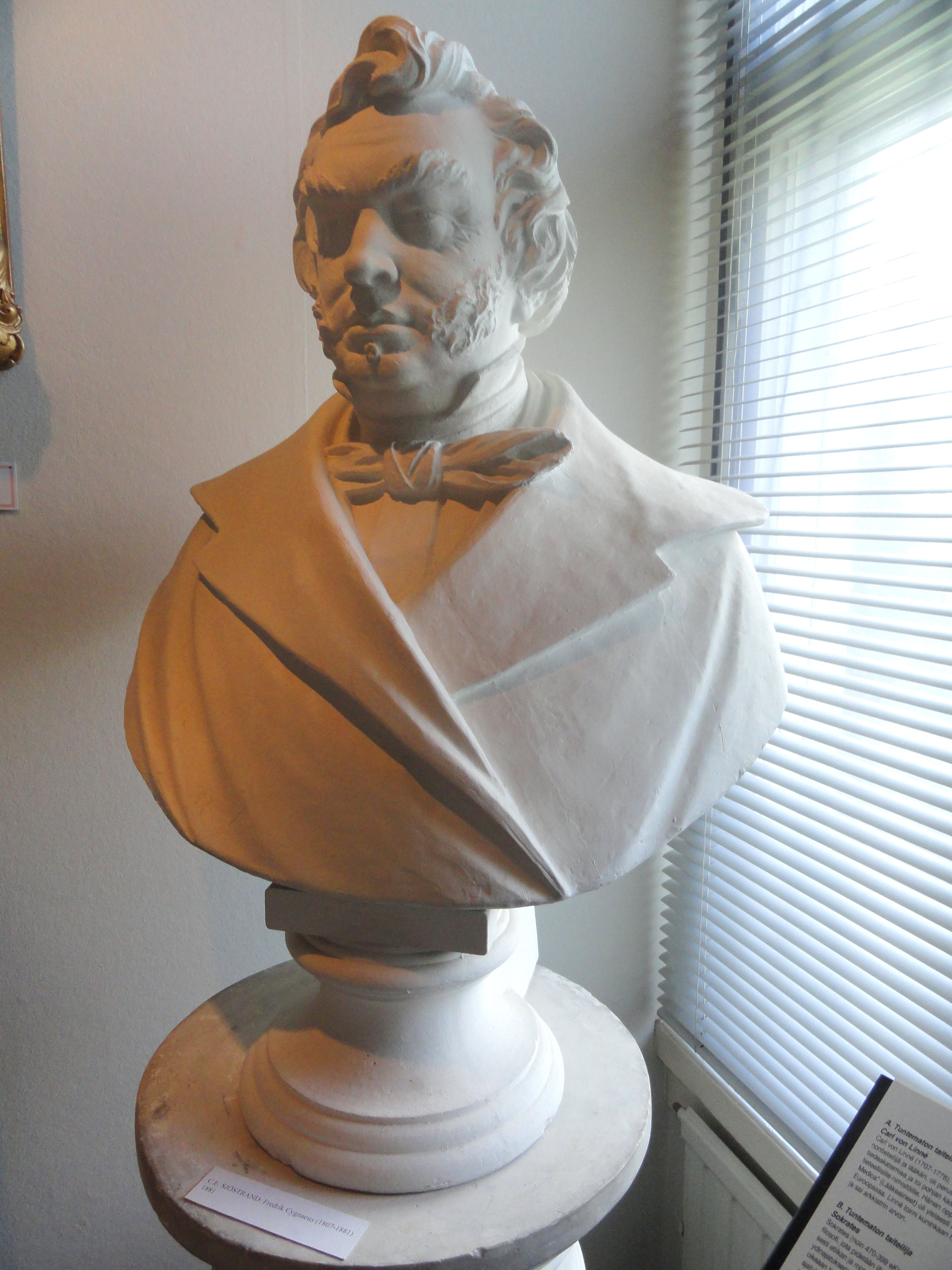
Buste de Fredrik Cygnaeus, 1881.
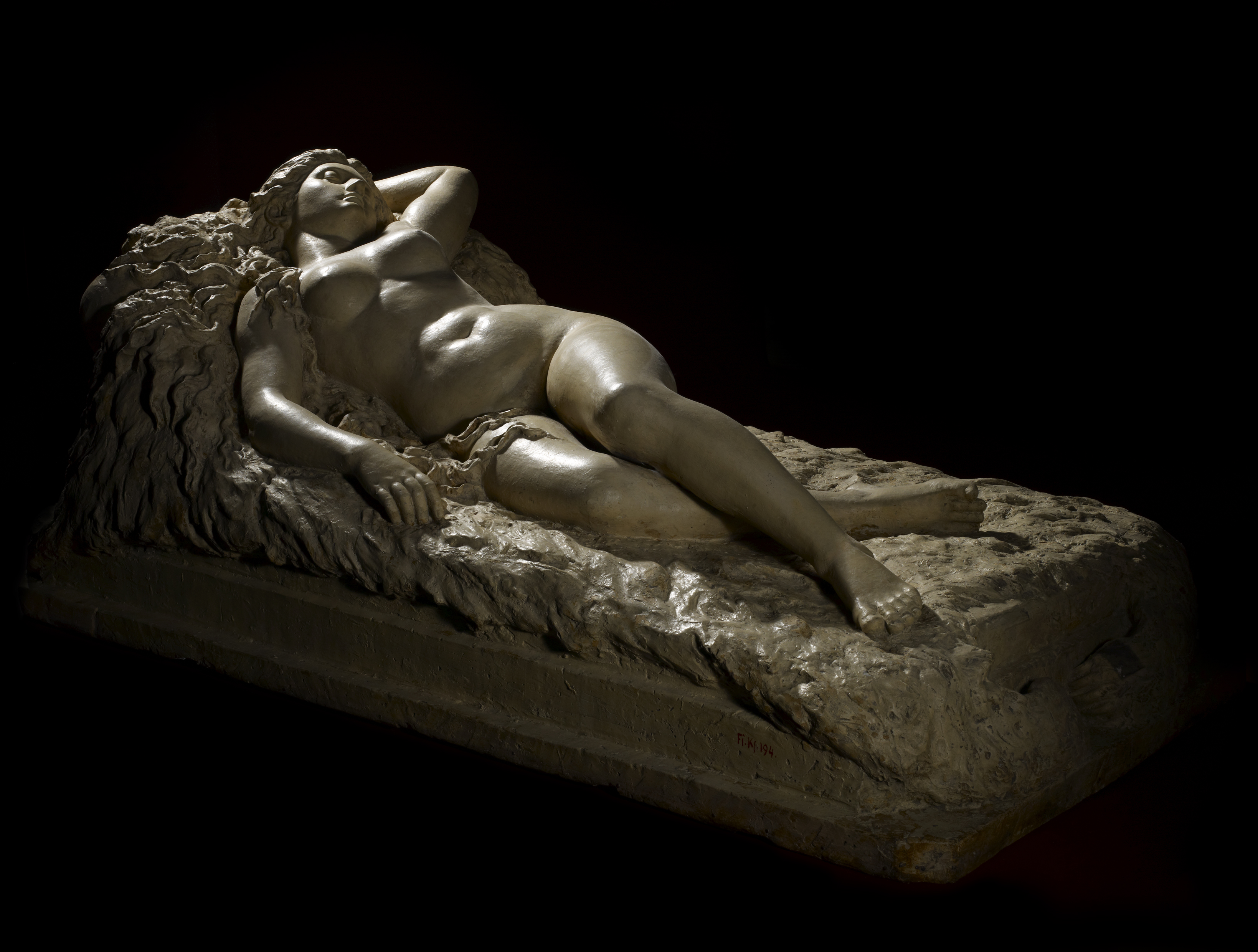
Kyllikki, 1883.
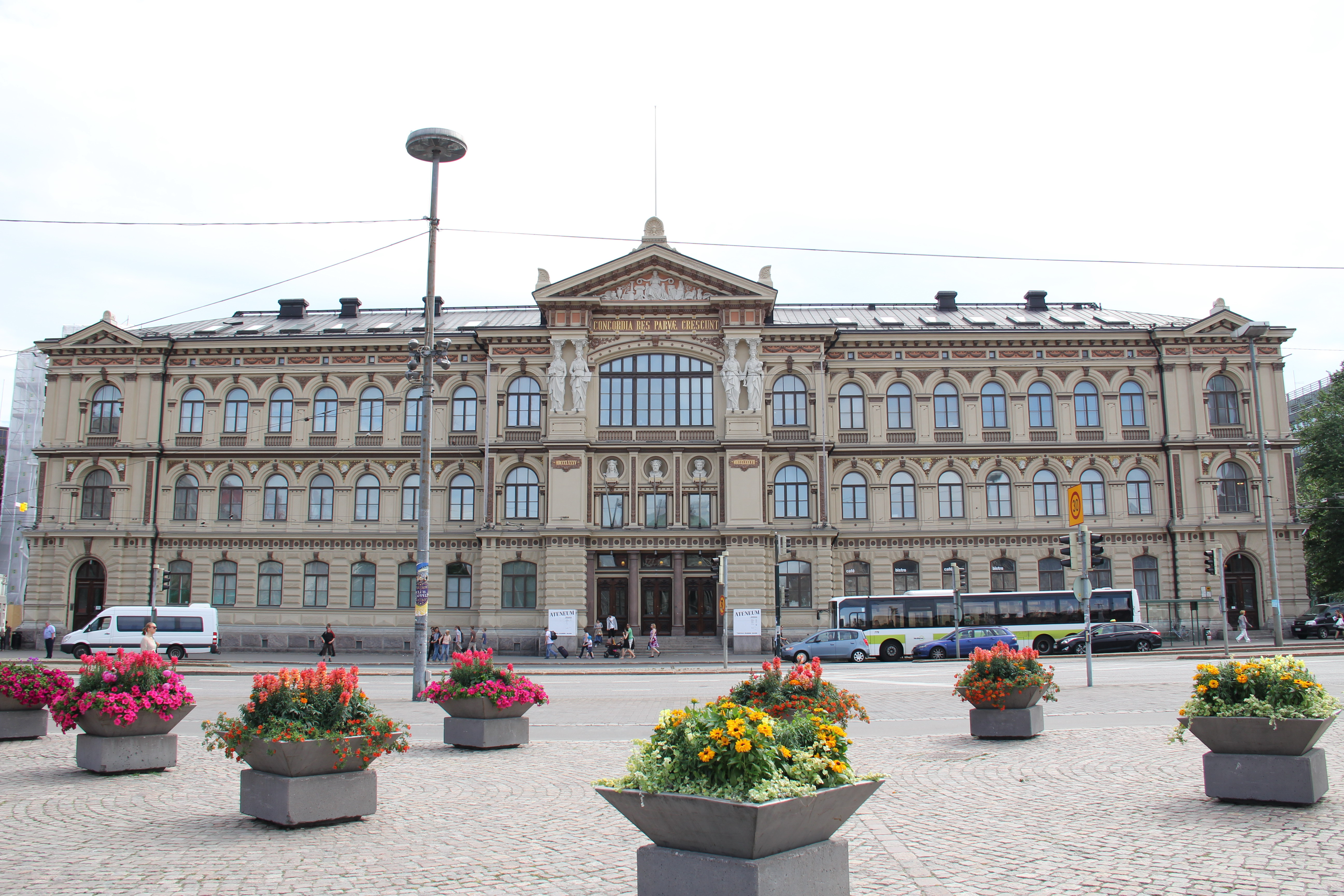
Sculptures centrales de la façade de l'Ateneum, années 1880[7],[8].

- Déesse de l'Art et Caryatidess[8].
- Bustes de Raphael, Phidias et Bramante, Ateneum[8].
- Version en bronze de Kullervo parle à son épée au parc Eläintarha, 1932[9].